# Diecezja Hokkaido
Diecezja Hokkaido – diecezja Kościoła Anglikańskiego w Japonii, obejmująca wyspę Hokkaido. Siedzibą biskupa jest Sapporo. Biskup diecezji, Nathaniel Makoto Uematsu, pełni równocześnie urząd prymasa całego Kościoła.
Działalność misjonarzy anglikańskich na Hokkaido została rozpoczęta w 1874, rok po zniesieniu prawnego zakazu praktykowania chrześcijaństwa w Japonii, przez brytyjskiego duchownego ks. Waltera Deninga. Według stanu na 3 lipca 2011, diecezja liczy 24 kościoły, prowadzi także cztery żłobki, pięć przedszkoli, a także specjalny ośrodek dla młodych mężczyzn.